# Cosimo Rosselli

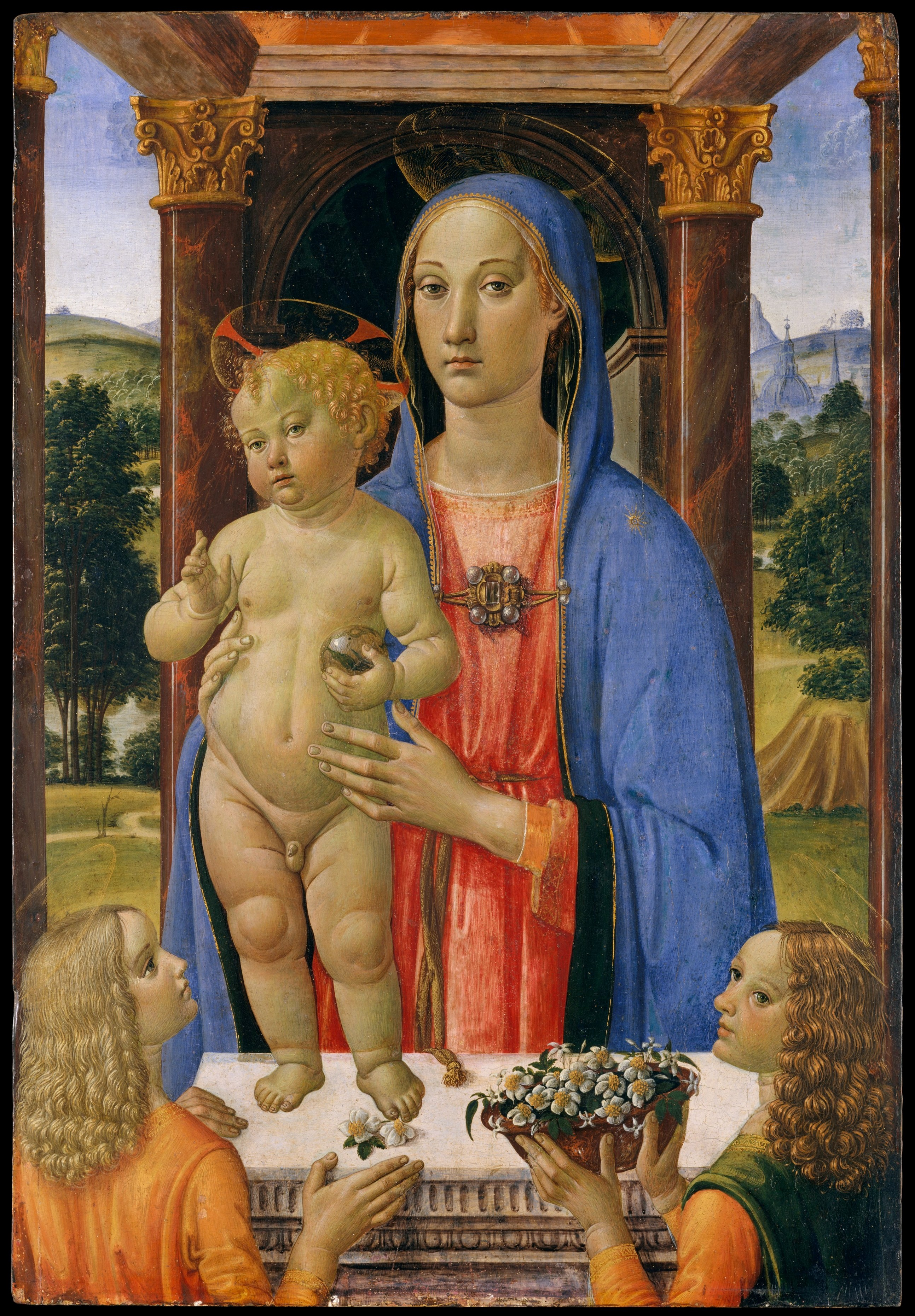
Cosimo Rosselli:
Madonna col bambino e angeli, cca 1480,
Metropolitan Museum of Art, New York

Cosimo Rosselli (n. 1439, Florența - d. 7 ianuarie 1507, Florența) a fost un pictor renascentist italian. 
Principalele sale creații sunt cele 4 fresce realizate între anii 1481-1482 pe pereții laterali ai Capelei Sixtine din Vatican.

## Frescele din Capela Sixtină

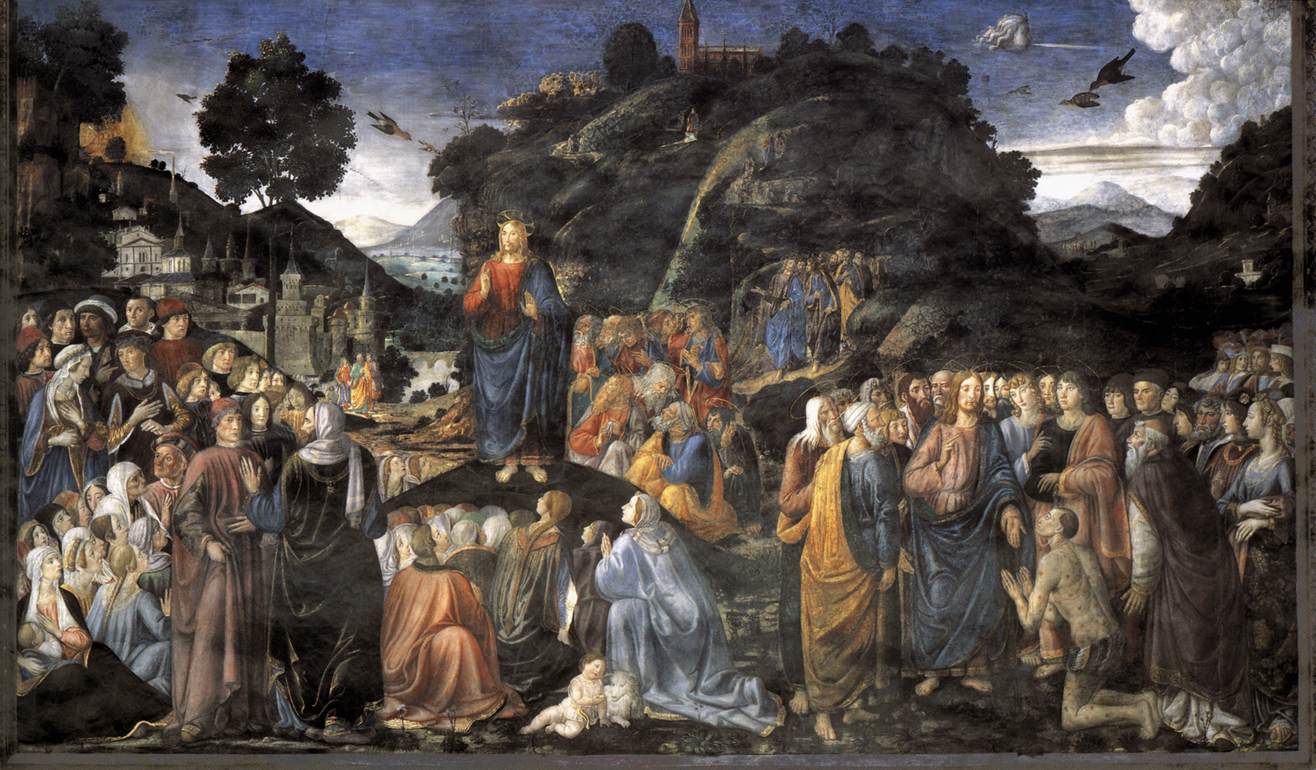
Predica de pe Munte ("Sermone della Montagna"), pe peretele nordic
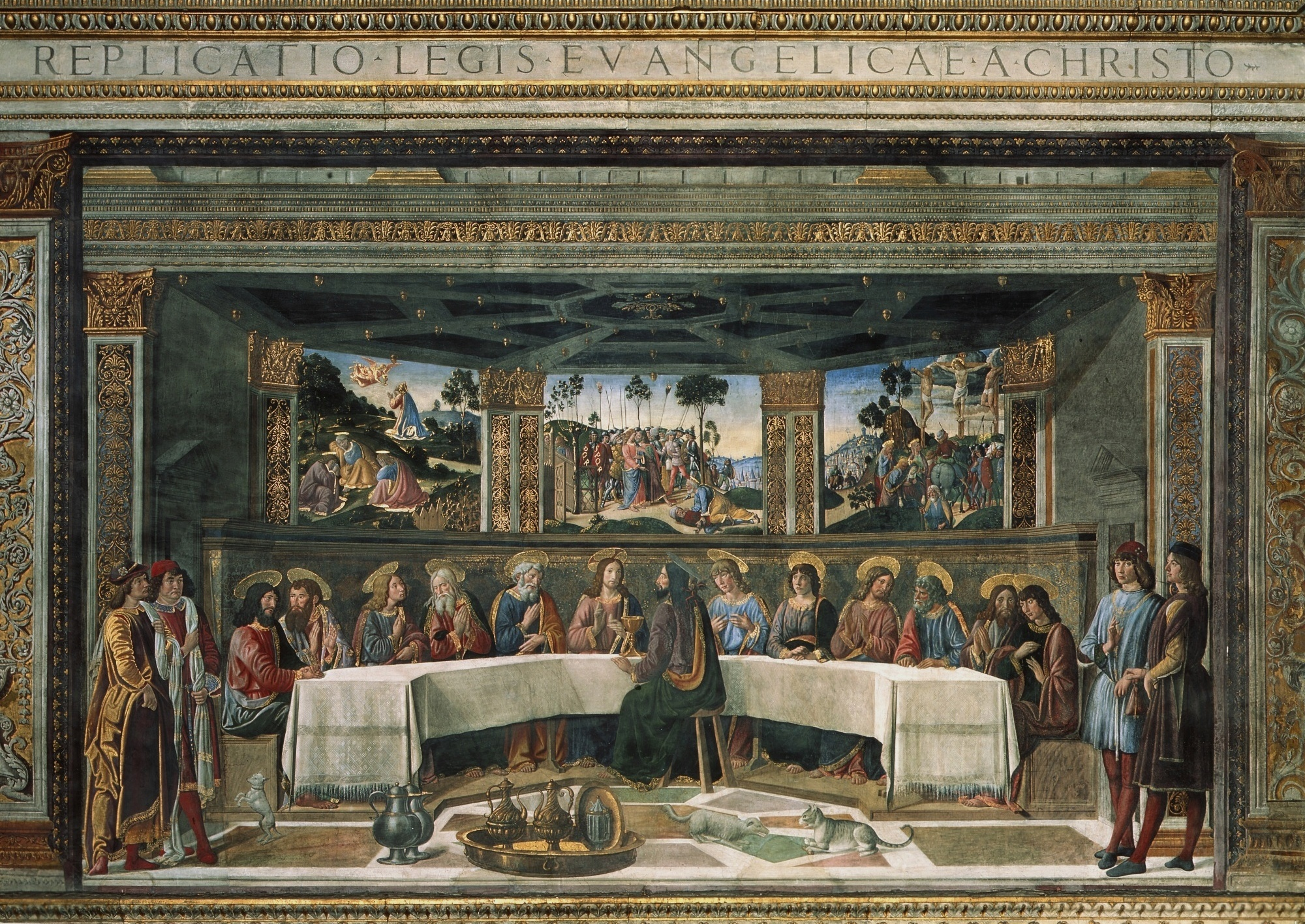
Cina cea de Taină ("Ultima cena"), pe peretele nordic
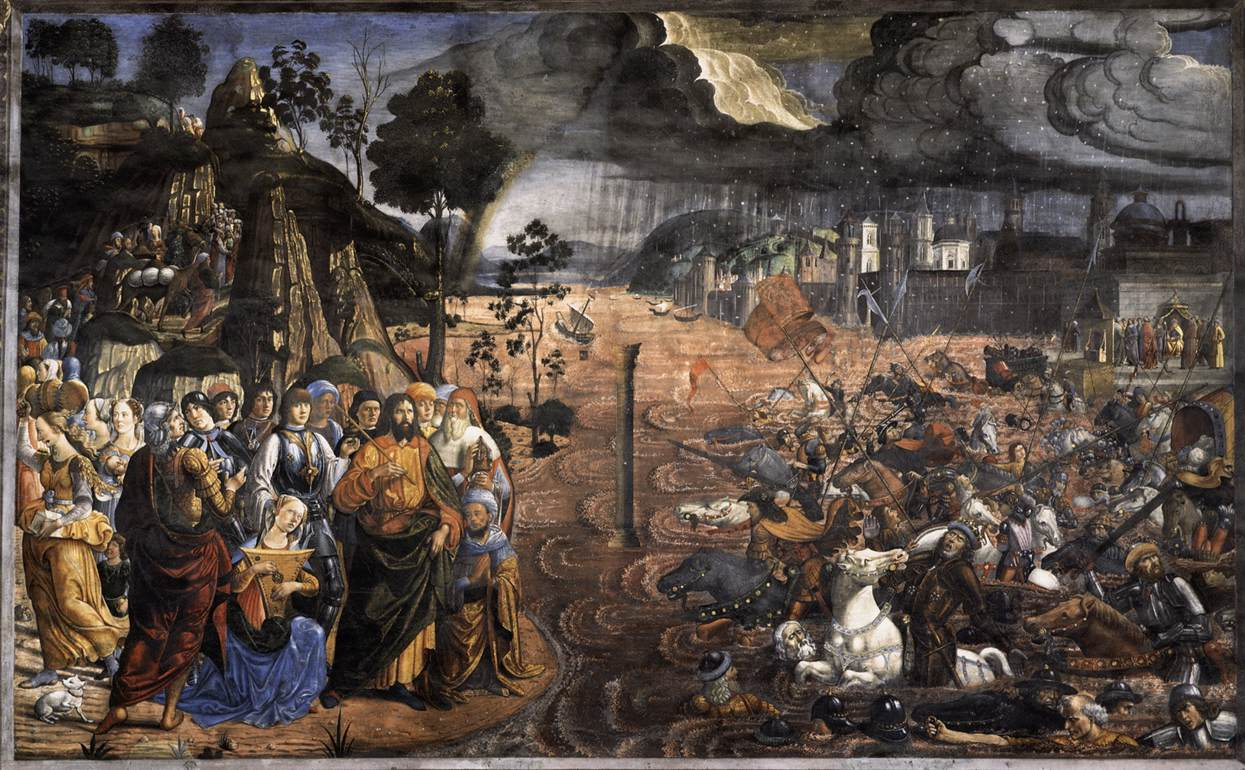
Trecerea Mării Roşii ("Attraversamento del Mar Rosso"), pe peretele sudic
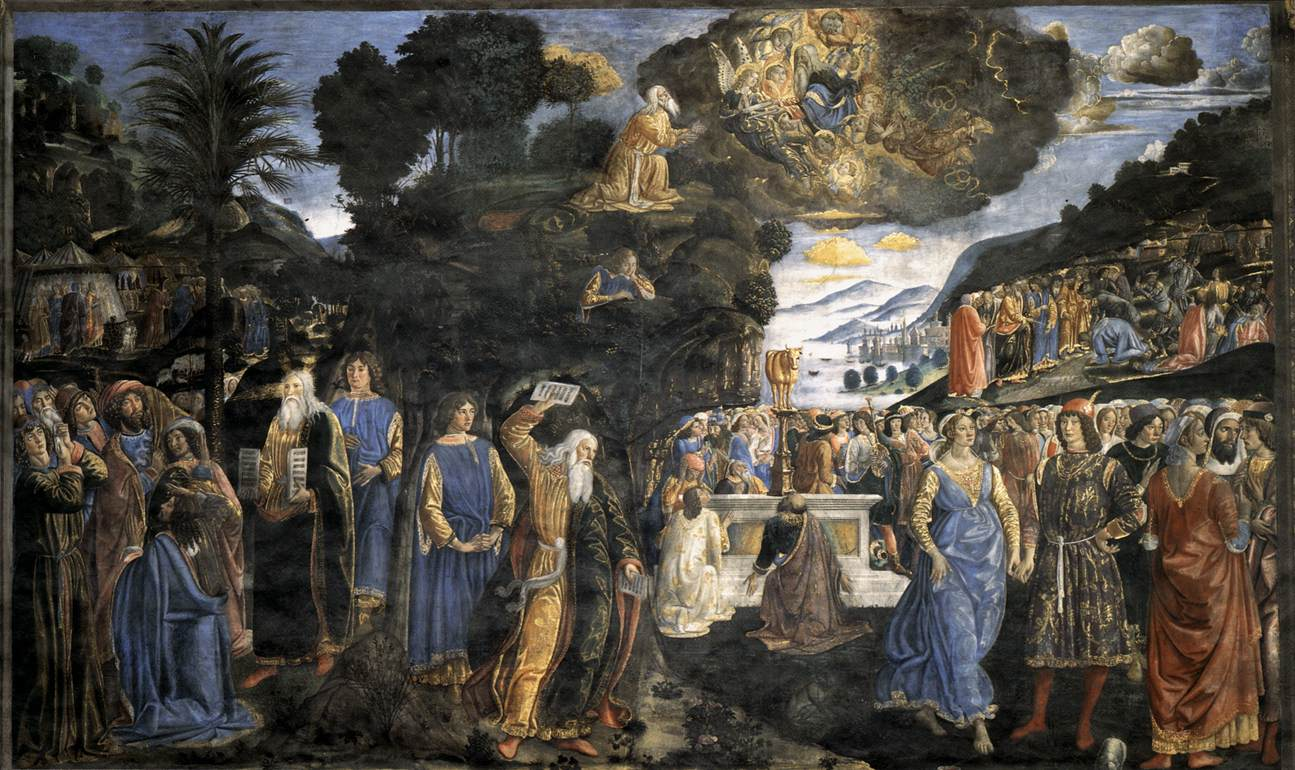
Moise cu Tablele Legii ("Le Tavole della Legge"), pe peretele sudic